# Fey-en-Haye
Fey-en-Haye é uma comuna francesa na região administrativa de Grande Leste, no departamento de Meurthe-et-Moselle. Estende-se por uma área de 7,05 km². Em 2010 a comuna tinha 78 habitantes (densidade: 11,1 hab./km²).